# ТЕС Комотіні
41°3′52.2″ пн. ш. 25°29′22.2″ сх. д. / 41.064500° пн. ш. 25.489500° сх. д.
ТЕС Комотіні — теплова електростанція у Греції, споруджена на основі використання технології комбінованого парогазового циклу. Введена в експлуатацію у 2002 році, стала другою у цілому ряді сучасних ТЕС, розрахованих на використання природного газу, після електростанції Лавріо Мегало.
Розташована на півночі країни у провінції Східна Македонія та Фракія, в індустріальній зоні неподалік міста Комотіні. Генеральним підрядником спорудження ТЕС вартістю 300 млн євро виступив концерн ABB. У складі єдиного енергоблоку встановлено дві газові турбіни компанії Alstom GT13E2 потужністю по 165 МВт та одна парова потужністю 160 МВт.
Завдяки використанню технології комбінованого циклу загальна паливна ефективність ТЕС становить 52 %, що краще від класичних конденсаційних електростанцій, проте вже значно поступається останнім зразкам, у яких цей показник перевищив 60 %.